# Christopher Mears
Christopher James Mears –conocido como Chris Mears– (Reading, 7 de febrero de 1993) es un deportista británico que compitió en saltos de trampolín.
Participó en dos Juegos Olímpicos de Verano, obteniendo una medalla de oro en Río de Janeiro 2016, en la prueba sincronizada (junto con Jack Laugher), y el quinto lugar en Londres 2012, en la misma prueba.
Ganó una medalla de bronce en el Campeonato Mundial de Natación de 2015 y dos medallas en el Campeonato Europeo de Natación, oro en 2016 y plata en 2018.

## Palmarés internacional
| Juegos Olímpicos   | Juegos Olímpicos        | Juegos Olímpicos  | Juegos Olímpicos     |
| Año                | Lugar                   | Medalla           | Prueba               |
| ------------------ | ----------------------- | ----------------- | -------------------- |
| 2016               | Río de Janeiro (Brasil) | Medalla de oro    | Trampolín 3 m sincro |
| Campeonato Mundial |                         |                   |                      |
| Año                | Lugar                   | Medalla           | Prueba               |
| 2015               | Kazán (Rusia)           | Medalla de bronce | Trampolín 3 m sincro |
| Campeonato Europeo |                         |                   |                      |
| Año                | Lugar                   | Medalla           | Prueba               |
| 2016               | Londres (Reino Unido)   | Medalla de oro    | Trampolín 3 m sincro |
| 2018               | Glasgow (Reino Unido)   | Medalla de plata  | Trampolín 3 m sincro |